# Алфентанил
Алфентанил — мощный синтетический опиоидный анальгетик короткого действия, используемый для наркоза в хирургии. Аналог фентанила, в 4—10 раз слабее и в 3 раза менее длительного действия, но с наступлением эффекта в 4 раза быстрее. Имеет константу кислотности около 6,5, что приводит к очень высокой доле неионизированных молекул препарата при физиологическом pH, что является причиной быстродействия препарата. Агонист μ-опиоидных рецепторов.
Впервые синтезирован в 1976 году Франсом Янссенсом из компании Janssen Pharmaceutica.